# Шпергау
Шпергау (нем. Spergau) — община в Германии, в земле Саксония-Анхальт. 
Входит в состав района Зале. Подчиняется управлению Бад Дюрренберг.  Население составляет 1097 человек (на 31 декабря 2006 года). Занимает площадь 10,80 км².